# Omer Dzonlagic
Omer Dzonlagic (25 mei 1995, Meiringen) is een Zwitsers-Bosnisch voetballer die als middenvelder speelt.

## Carrière
Dzonlagic maakte zijn debuut op het hoogste niveau op 22 mei 2016 met FC Thun in een match tegen Grasshopper Club Zürich, de match eindigde op 0-0.